# Flurbiprofen
Flurbiprofen ist ein Arzneistoff aus der Gruppe der nichtsteroidalen Antirheumatika (NSAR).

## Klinische Angaben

### Anwendungsgebiete (Indikationen)
Da Flurbiprofen entzündungshemmend, schmerzlindernd und abschwellend wirkt, besitzt es ein breites Anwendungsgebiet. So wird es zum Beispiel zur lokalen Behandlung von Halsschmerzen eingesetzt, aber auch bei einer Bindehautentzündung nach einer Augenoperation.

### Wechselwirkungen mit anderen Medikamenten
Eine Wirkungsverstärkung und Erhöhung des Risikos von Nebenwirkungen wird durch gleichzeitige Einnahme von Flurbiprofen mit Antikoagulantien, Glucocorticoiden, oder Diuretika begünstigt.

### Anwendung während Schwangerschaft und Stillzeit
Während einer Schwangerschaft und insbesondere in der Stillzeit sollte Flurbiprofen nicht oder nur nach Absprache mit einem Arzt eingenommen werden, da es in geringen Mengen in die Muttermilch übergeht.

### Unerwünschte Wirkungen (Nebenwirkungen)
Häufige Nebenwirkungen sind Mundtrockenheit, Magen-Darm-Beschwerden und Kopfschmerzen.

## Pharmakologische Eigenschaften

### Wirkmechanismus
Flurbiprofen ist ein nichtsteroidales Antirheumatikum, das die Cyclooxygenasen hemmt. Darüber hinaus besitzt insbesondere sein (R)-Isomer eine Gamma-Sekretase-inhibitorische Wirkung.

### Metabolismus
Durch das Enzym Cytochrom P450 2C9 wird Flurbiprofen hauptsächlich in der Leber verstoffwechselt. Aktiver Metabolit ist das 4-Hydroxyflurbiprofen.

## Chemie und Stereoisomerie
in der Literatur sind mehrere mehrstufige Synthesen beschrieben.
Flurbiprofen ist chiral und besitzt ein stereogenes Zentrum. Es wird als 1:1-Gemisch (Racemat) der (R)-Form und der (S)-Form eingesetzt. Die reine rechtsdrehende Form (R)-Flurbiprofen – das Eutomer –  hat den Freinamen Tarenflurbil.

## Handelsnamen
Monopräparate
Benactiv Gola (I), Dobendan Direkt (D), Froben (CH), Ocuflur (D), Strepsils (A,D,CH)